# إليزه فوكس
إليزه فوكس (بالإنجليزية: Elsie Fox)‏ هي كاتبة سيناريو أمريكية، ولدت في 27 نوفمبر 1902، وتوفيت في 5 نوفمبر 1993.

## وصلات خارجية
- إليزه فوكس على موقع IMDb (الإنجليزية)
- إليزه فوكس على موقع أول موفي (الإنجليزية)